# Champanges
Champanges é uma comuna francesa na região administrativa de Auvérnia-Ródano-Alpes, no departamento da Alta Saboia. Estende-se por uma área de 3.71 km². Em 2010 a comuna tinha 2 767 habitantes (densidade: 745,8 hab./km²).